# Saul Weigopwa
Saul Weigopwa (* 14. Juni 1984 in Adamawa) ist ein nigerianischer Sprinter, der sich auf den 400-Meter-Lauf spezialisiert hat.
Bei den Olympischen Spielen 2004 in Athen trat er in der nigerianischen 4-mal-400-Meter-Staffel an. Gemeinsam mit James Godday, Musa Audu und Enefiok Udo-Obong holte er in 3:00,90 min die Bronzemedaille hinter den Mannschaften aus den Vereinigten Staaten und Australien. Weigopwa startete auch im 400-Meter-Lauf und erreichte dabei die Halbfinalrunde.
2007 gewann er mit der Staffel bei den Afrikaspielen in Algier die Silbermedaille. Bei den Olympischen Spielen 2008 in Peking erreichte er über 400 m wieder das Halbfinale. Eine nigerianische 4-mal-400-Meter-Staffel trat dort nicht an.
Bei den Leichtathletik-Weltmeisterschaften 2009 in Berlin schied Weigopwa im 400-Meter-Lauf bereits in der Vorrunde aus. Mit der Staffel belegte er den achten Rang.
Außerdem wurde Saul Weigopwa 2003 und 2004 nigerianischer Landesmeister im 400-Meter-Lauf. Er hat bei einer Körpergröße von 1,71 m ein Wettkampfgewicht von 75 kg.

## Bestleistungen
- 200 m: 22,02 s, 14. Juli 2001, Debrecen
- 400 m: 45,00 s, 27. Juni 2004, Ratingen